# 송준길
송준길(宋浚吉, 1606년 12월 28일~1672년 12월 2일)은 조선시대 후기의 문신·유학자·성리학자·정치가로서 유교 주자학의 대가였다. 문묘에 종사된 해동 18현 중의 한 사람이다.
노론·소론이 분당되기 전에 사망하였으나 사실상 그가 이끌던 문인들은 그의 사후 노론을 형성하였다. 송시열과 함께 북벌론을 주장하였으며, 제1차 예송 논쟁 당시 송시열과 함께 주자의 성리학과 주자가례에 의거하여 자의대비의 복상 문제때 기년복 설을 주장하였다.
일찍부터 김장생과 그 아들 김집 문하에서 수학하였으며 1624년(인조 3) 진사로서 세마(洗馬)에 임명되었으나 사양하였고, 김장생과 김집의 문하에서 학문연구에 전념하였다. 인조 때 학행으로 천거되었으나 소현세자와 민회빈 강씨가 억울하게 죽었다고 보고 그들을 동정하였고, 소현세자 사후에게는 세자의 아들에게 계승권이 돌아가야 된다고 주장하다가 인조의 눈밖에 났다. 그 뒤 학문 연구에 정진하다 1649년 효종 즉위 직후 스승 김집의 천거로 발탁되어 청요직을 역임했다. 그 뒤 1차 예송 논쟁 당시 송시열, 김수항과 함께 서인논객으로 활동하였으며, 이때 서인 온건파를 이끌며 남인에 대한 강경 처벌에 반대하는 입장에 섰다. 윤선도의 상소 이후 한때 윤선도의 구명운동을 펴기도 했다.
당색은 서인(西人)으로, 율곡 이이를 사숙하였고, 김장생, 김집의 문하생이며, 장인이기도 한 남인학자 정경세의 문하에도 출입하여 그를 사표로 받들었다. 친척인 우암 송시열과 함께 양송으로도 불렸다. 자는 명보(明甫), 호는 동춘당(同春堂), 본관은 은진(恩津). 영천군수를 지낸 송이창의 아들이며 딸 송씨는 숙종의 계비 인현왕후 민씨와 민진원, 민진후의 생모이다. 사후 문묘(文廟)에 배향되었다.
우암 송시열의 친척이며 류성룡의 문인인 정경세의 사위이다. 처수는 이의활의 딸로, 이언적의 증손녀다. 남인의 영수 허적과는 먼 인척간으로 사위 민유중의 외외종숙이 된다. 명성황후에게는 7대 외조부가 된다. 송이창, 김장생, 정경세, 김집의 문인이다.

## 생애

### 생애 초반

#### 출생과 가계
동춘당 송준길은 1606년(선조 39) 영천군수(榮川郡守) 송이창과 광산김씨의 아들로, 외가가 있던 한성부 정릉동에서 태어났다. 서울 정릉의 외가인 김은휘의 집(서울 정동 구 대법원 청사자리)은 일찍이 사계 김장생·신독재 김집이 태어난 곳이었으므로 송준길의 출생까지를 합쳐 사람들이 이곳을 삼현대(三賢臺)라 불렀다. 본관은 은진(恩津)으로 후에 자는 명보(明甫)라 하고 호를 동춘당(同春堂)이라 하였다. 같은 충남 출신으로 친척이자 친구인 송시열은 한 스승인 김장생, 김집에게서 수학한 동문사이이기도 하다.
송세영(宋世英)의 증손으로 할아버지는 군수 송응서(宋應瑞)이다. 송준길은 쌍청당 송유(1389∼1446)의 7대손이었다. 송시열의 조부와 송준길의 조부는 광주 이씨 이윤경의 딸을 아내로 맞아 동서가 되었다. 그래서 송시열과 송준길은 가계상 13촌이지만 진외가 쪽으로는 6촌 재종간이다. 나이 한살 위인 송준길을 송시열은 13촌 숙으로가 아니고 재종형으로 늘 춘형이라 불렀다.
한성부정릉동에서 세 살 때 회덕 송촌으로 아버지 따라 내려왔다. 아버지 송이창은 관직이 군수에 이르렀지만, 학자로서 처음에 신응시, 김계휘에게서 성리학을 배우고 다시 이이, 송익필, 서기의 문하에서 공부했다. 회덕 송촌으로 이주한 뒤 김장생, 송갑조, 이시직 등과 시주를 즐기는 등 교류하며 여생을 보냈다.
어머니 광산김씨는 김은휘(金殷輝)의 딸로, 김은휘는 노비로 환천될 뻔한 송익필, 송한필 형제의 일가족을 보살피기도 했었다. 어머니 광산김씨는 사계 김장생과 사촌 남매간이며 외조부 김은휘는 김계휘의 동생으로, 김계휘는 서인 예학의 대가인 김장생의 아버지였다. 외할아버지 김은휘는 광해군이 세자로서 동궁에 거처하게 되자 세자빈의 아버지인 류자신(柳自新)이 궁중의 서헌(西軒)에 거처하고 있었다. 그러자 김은휘는 그의 무례함을 논책하면서 왕봉(王鳳 : 한나라 성제의 외삼촌으로 정권을 잡아서 무례한 행동으로 임금의 거처인 궁정을 빌린 일이 있었다)의 고사에 비교하니 깜짝 놀라서 피하였다고 한다. 특히 그는 송익필이 아버지인 송사련(宋祀連)의 잘못으로 세론의 증오를 받아 멸문의 궁지에 몰리자 10년 동안이나 먹여 살려 선조의 잘못으로 누를 입는 현량(賢良)들을 그늘에서 구원하였다.

#### 유년기와 소년기
9세에 아버지 송이창의 지도를 받아 성리학에 입문하고 공자, 주자, 율곡의 학문을 공부하였다. 그가 11세가 되던 해에 송이창의 외사촌 아우인 송갑조의 아들 송시열이 송이창의 문하가 되어 한 집에서 동문수학하였다. 어려서부터 이이를 사숙(私淑)하였고, 18세 때 송시열과 함께 이이, 성혼, 송익필의 문인인 사계 김장생의 문하생이 되었다. 특히 예학(禮學)에 밝고 글재주가 있었으며 사람을 매혹시키는 재주 등을 두루 갖췄으므로 스승 김장생은 일찍이 그가 예학의 종장(宗匠)이 될 것이라고 예언하기도 하였다.
1631년 김장생이 죽은 뒤에는 송시열과 함께 김장생의 아들 신독재 김집의 문하에서 수학하였다. 이때 윤선거 등을 만났으며, 남인계 선비들과도 두루 사귀어 윤휴, 윤선도 등과 만나 토론, 담론하며 교분을 쌓게 되었다.
사계는 " 송준길은 자라 반드시 예가의 종장이 될 것이다."고 칭찬하였다. 조선조에서 예학의 쌍벽으로 김장생과 정경세를 꼽았다.

#### 청년기와 수학
첫 부인 김씨(金氏)와 혼인했으나 사별하고 남인학파 예학의 대가 우복 정경세의 딸 진주정씨(晋州鄭氏)와 결혼하여 2남 3녀를 두었다. 정경세는 영남의 유학자 중에서도 예학의 대가로 손꼽히는 인물로 퇴계 이황의 제자인 서애 류성룡의 문인이었다. 이후 장인인 정경세의 문하에도 출입하면서 수학한다.
김장생 못지 않게 정경세에게 많은 영향을 받은 송준길이 정경세가 죽자 사위이기도 했지만, 스승의 예로서 사제의 복을 입었다. 사계가 별세하자 그 아들 신독제 김집에게 배웠다. 송준길의 명민함은 유별하며 글씨를 잘 썼다. 당대 선배 명필 이시직이 일찍이 말하기를 "네가 이미 나보다 낫다."고 경탄했다. 광해군 시절 소년기였으나 광해군 조정이 어지러운 조정이라 인식한 그는 과거시험에 응시하지 않는다.
김장생이 사망(1631)하고 정경세도 사망(1633)하자, 그는 김장생의 아들인 김집의 문하에서 수학하게 되었다. 이후 송준길과 송시열은 항상 김장생을 노스승님, 김집을 스승님이라 불렀다.

### 관료 생활
1624년(인조 2년) 증광과 생원시에 합격하여 생원이 되고, 그해의 진사시에 입격하여 진사가 된 뒤에도 학문을 계속 연구하였다. 그 뒤 학행으로 천거받아 1630년(인조 8년) 세자익위사세마(洗馬)에 제수된 이후 효종이 즉위할 때까지 내시교관(內侍敎官)·동몽교관(童蒙敎官)·시직(侍直)·대군사부·예안현감·형조좌랑·지평·한성부판관 등에 임명되었으나 대부분 관직에 나가지 않았고, 단지 1633년에만 잠깐 동몽교관직에 나갔다가 장인인 정경세의 죽음을 이유로 사퇴하였고, 그 뒤 대군사부로 봉림대군, 인평대군을 가르치는 사부의 한사람이 되었다.
한편 소현세자가 의문의 죽음을 당하자 그의 스승 김집은 소현세자가 살해된 것으로 간주하였고, 그 역시 소현세자가 살해된 것으로 봤다. 소현세자가 죽자 인조는 차남인 봉림대군을 세자로 삼았는데, 그는 소현세자의 아들을 세손으로 삼아 후사를 이어야 된다고 주장하였으나 받아들여지지 않았다. 그 뒤 민회빈 강씨까지 사사되고 석견, 석철 등이 제주도로 유배되자 강씨가 김자점 등의 공신세력과 조귀인 등에 의해 억울하게 죽은 것으로 봤다. 한편 당색으로는 같은 서인임에도 권력을 장악한 김자점·원두표(元斗杓) 등 반정공신 일파를 계속 공격, 탄핵하였다.
1649년(인조 25년) 스승 김집이 이조판서로 기용되면서 송시열과 함께 송준길도 발탁되어 부사직(副司直)이 되었다. 이후 부사직·진선(進善)·장령 등을 거쳐 집의에 올랐고 통정대부로 품계가 올랐다.

#### 공신 세력과의 갈등
송시열 등과 함께 발탁되어 부사직·진선·장령 등을 거쳐 집의에 임명되었고 통정대부로 승진했다. 집의로 있으면서 송시열과 함께 효종의 북벌계획에 참여하였으며, 1649년에 인조 말부터 권력을 장악한 김자점·원두표 등 반정공신 일파를 탄핵하여 몰락시켰으나, 그들이 효종의 반청정책을 청나라에 밀고함으로써 조선이 청나라의 압력을 받자, 그도 사퇴하고 벼슬에서 물러났다.
그 뒤 집의·이조참의 겸 찬선 등으로 여러 번 임명되었으나 계속 사퇴하였으며, 1658년(효종 9년) 사헌부대사헌·이조참판 겸 성균관좨주를 거쳤다. 이후 그는 학문을 가르쳤고, 그의 문하에서 민유중, 황세정, 남구만 등을 배출했다. 제자 중 민유중을 눈여겨본 송준길은 그를 사위로 삼는데, 민유중에게는 그의 딸을 주어 사위로 삼았고, 후에 이들 사이에서 인현왕후가 태어난다. 민유중의 둘째 딸이 왕비로 낙점되면서 국구가 된다.
그 뒤 벼슬길에 여러차례 천거되었으나 그때마다 번번이 사퇴하였다.

#### 세자시강원 활동
1657년(효종 8년) 8월 18일 통정대부 세자시강원찬선에 임명되었다. 이후 여러번 직책이 개정되면서도 세자시강원찬선을 겸임하여 59년 6월까지 세자인 현종의 사부로서 가르쳤다.
1658년(효종 9) 대사헌, 그해 4월 13일 가선대부 호조참판이 되었다가 5월 25일 행용양위부호군으로 전임되었다. 7월 27일 행세자시강원찬선, 9월 18일 사헌부대사헌으로 찬선을 겸하였다. 10월 9일 이조참판겸 세자시강원찬선, 11월 3일 세자시강원찬선, 12월 1일 성균관제주 겸 세자시강원찬선, 12월 10일 사헌부대사헌겸 성균관제주 세자시강원찬선, 13일 다시 대사헌 겸 제주, 찬선, 16일 찬선 겸 제주, 12월 20일 사헌부대사헌겸 성균관제주 세자시강원찬선이 되었다.
1659년 병조판서·지중추원사·우참찬에 임명되어 송시열과 함께 효종의 측근에서 국정을 보필했다. 그해 3월 자헌대부 병조판서겸 제주, 찬선, 3월 26일 제주 겸 찬선, 윤 3월 22일 제주 겸 찬선을지냈다.
윤 3월 26일 지중추부사에 임명되고 이어 겸 세자시강원찬선 성균관제주에 임명되었다. 4월 4일 행대사헌 겸 제주, 찬선, 4월 9일 의정부우참찬 겸 성균관제주 시강원찬선, 6월 2일 사헌부대사헌 겸 성균관제주, 우참찬 겸 성균관제주, 6월 29일 이조판서 겸 성균관제주, 12월 11일 정헌대부 이조판서 겸 성균관제주가 되었다.

#### 제1차 예송 논쟁

7대조 송시열

그 뒤 자헌대부로 승진 발탁되어 사헌부대사헌겸 성균관제주가 된 뒤 이조판서로 있던 송시열과 함께 조정의 공론을 장악하였다. 그 뒤 이조참판 겸 좨주를 거쳐 1659년(효종 10년) 병조판서로 특별 발탁되었다. 이후 지중추원사(知中樞院事)·우참찬으로 송시열과 함께 국정에 참여하던 중 효종이 죽고 현종이 즉위, 효종상에 대한 자의대비의 복상문제로 이른바 1차 예송이 일어나자 송시열이 기년제(朞年祭, 만 1년)를 주장할 때, 김수항, 원두표 등과 함께 송시열의 기년제 설을 지지하여 남인의 윤휴·허목·윤선도 등의 3년설과 논란을 거듭한 끝에 일단 참최복을 관철시켰다.
효종이 인조의 맏아들로 왕위를 이었다면 별 문제가 없었겠지만 그는 차남이고 인조의 맏아들인 소현세자의 상중에 자의대비가 맏아들에게 행하는 예로써 3년상을 치렀기 때문에 다시 효종의 상을 당하여서는 몇 년 상을 해야 하는가가 문제가 되었다. 이 문제에 직면하자 서인의 송시열과 송준길은 효종이 차남이므로 원칙대로 당연히 기년상이어야 한다고 주장했다. 하지만 남인의 허목과 윤휴는 효종이 비록 차남이지만 왕위를 계승하였으므로 장남과 다름없기에 3년상이어야 한다고 반론을 제기했다. 서인과 남인의 복상 논쟁은 극단적인 감정으로 치달았고, 결국 돌이킬 수 없는 정쟁으로 확대되고 말았다. 그리고 이 정쟁은 지방으로 확대되어 재야 선비들 사이에서도 중요한 쟁점으로 부각되었다.
이해에 이조판서가 되었으나 남인들의 계속된 공격으로 곧 사퇴하였고, 이후 왕으로부터 의정부 우참찬·사헌부 대사헌·좌참찬 겸 성균관 좨주·찬선 등에 여러 차례 임명되었으나 3년제를 주장하며 기년제를 잘못이라 규탄하는 남인들의 거듭되는 공격과 탄핵 상소로, 출사하라는 왕의 거듭된 부탁을 받고도 계속 사퇴하였다. 1660년 좌참찬이 되었다.
1660년 1월 22일 정헌대부 행용양위부호군, 그날 겸 성균관제주, 3월 6일 의정부우참찬 겸 성균관제주, 3월 10일 좌참찬 겸 성균관제주, 6월 6일 행 대사헌 겸 성균관제주, 10월 16일 우참찬 겸 성균관제주, 12월 12일 이조판서 겸 제주, 1661년 1월 3일 우참찬 겸 제주, 8월 19일 좌참찬 겸 제주, 8월 26일 대사헌 겸 제주, 9월 28일 좌참찬 겸 제주, 12월 22일 사헌부대사헌 겸 제주를 지냈다.

#### 예송에서의 승리와 정쟁
1661년(현종 2년) 윤선도가 유배된 삼수는 흉년과 기근이 심하여 그의 유배지를 북청으로 옮기는 논의가 있었다. 허목 등은 윤선도의 유배지를 옮겨줄 것을 청하였다. 그러나 송시열과 송준길은 윤선도의 유배지를 옮기는 것을 반대하여 허목 등과 언쟁이 벌어졌고, 남인들은 송시열과 송준길이 잔인하다며 성토했다. 그러나 송시열과 송준길의 뜻이 관철되어 윤선도의 유배지는 옮겨지지 못했다.
예론에서 승리한 이후 서인 당내의 남인을 처형하자는 주장에 그는 반대했다. 생각이 다르면 다른 것이지 죽일 필요는 없다는 것이 그의 주장이었다. 그는 송시열과 김수항을 찾아가 사형 반대의견을 개진했고, 숙종에게도 윤선도의 감형을 적극 주청하기도 했다. 그는 적극 남인에 대한 강경 처벌에 반대하고 사태를 수습하려 했으나 불행하게도 일찍 죽고 만다.

#### 남인의 공세
1662년 1월 15일 겸 성균관제주, 1월 16일 행용양위부호군, 2월 29일 사헌부대사헌 겸 성균관제주, 5월 6일 행용양위부호군, 겸 성균관제주, 6월 20일 사헌부대사헌겸 성균관제주, 8월 23일 행용양위부호군, 겸성균관제주, 11월 12일 행사헌부대사헌 겸 성균관제주를 지냈다.
윤선도와 등은 예송 논쟁 때 송시열과 송준길이 효종에게 소현세자빈의 명예회복과 복권을 강력하게 주청했다는 점을 걸고 넘어지며, 그들이 소현세자를 정통으로 생각했다고 공격하고, 윤휴 등도 이에 동조했다.
소현세자와 소현세자빈은 인조에 의해 억울하게 희생되어 죽었고, 세자빈을 구명했다가 희생된 김홍욱을 의를 위해 희생된 선비라고 확신하던 송시열과 송준길은 윤선도, 윤휴와 남인들의 정치공세에 크게 분노했다.

### 은퇴와 최후

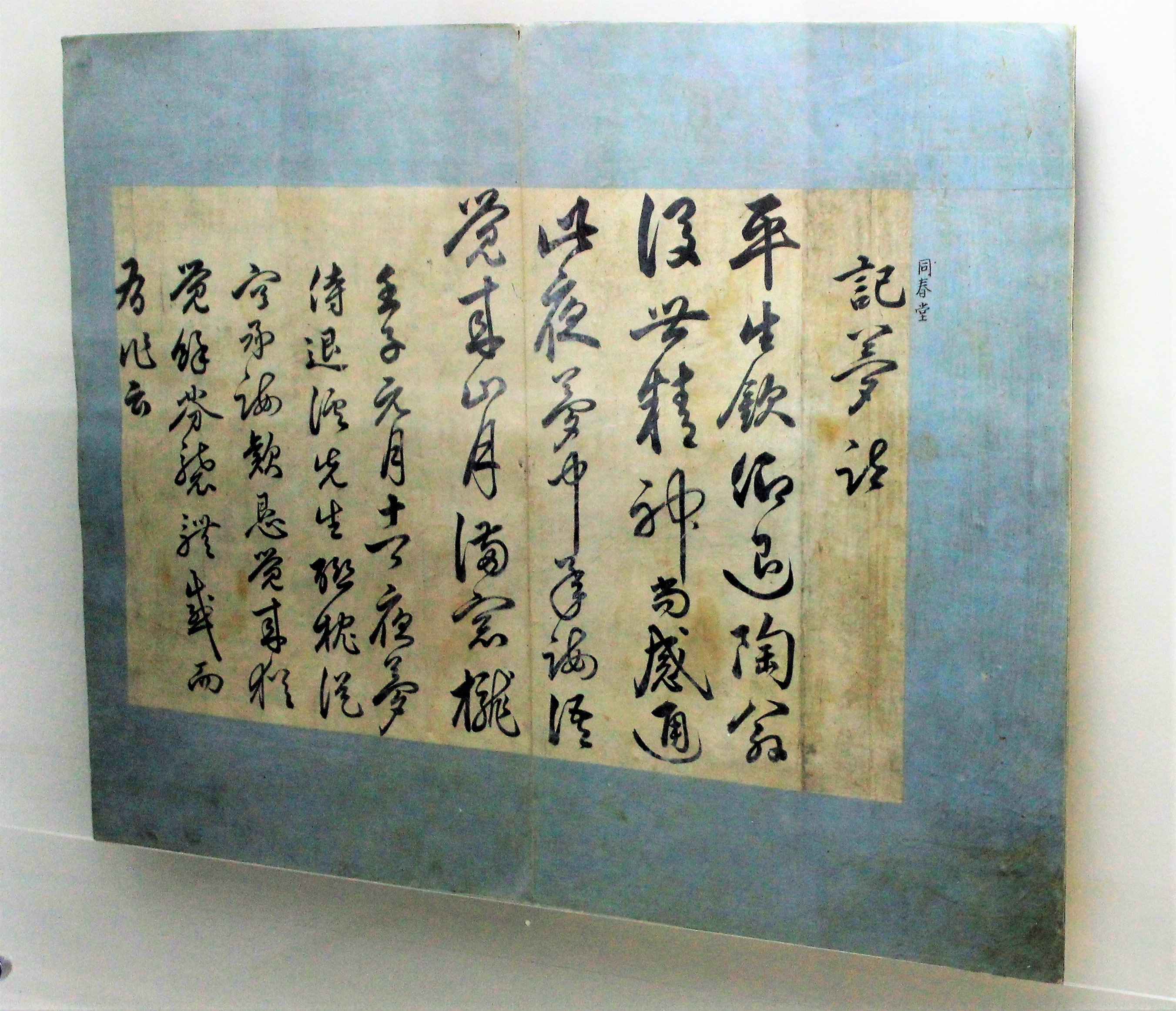
송준길이 말년인 1672년 쓴 기몽 친필. (대전광역시 유형문화재 제50호)

1663년 행 부호군(行副護軍)이 되었고, 그해 9월 송시열을 변호하는 장문의 상소를 올렸다. 1665년(현종 6년) 원자의 보양(輔養)에 대한 건의를 하여 첫 번째 원자보양관이 되었다가 사퇴하였다. 이후 김집, 송시열, 윤선거 등과 강독하고 토론하며 학문에 정진했다. 송준길은 윤선거의 사람됨을 아깝게 여겨 그를 계속 관직에 추천했으나, 윤선거는 이를 모두 거절했다. 또 윤선거와 송시열의 사이를 화해시키려 여러번 노력했으나 역시 실패했다.
윤선거는 죽기 직전까지도 벼슬하지 않겠다는 뜻을 결코 꺾지 않았으며, 심지어 그의 아들에게 내려진 벼슬까지 거두어줄 것을 간청했다. 1669년(현종 10년) 4월 윤선거가 죽었다는 소식을 들은 현종은 "윤선거의 나이가 몇 살이었는가? 내가 한번도 만나지 못했는데 갑자기 이렇게 되었으니, 정말 슬픈 일이다"라고 애석해했다. 또한 송준길은 "사우(스승과 동료)간에 윤선거를 엄탄지신(嚴憚之臣)이 될만 하다고 했는데 불행히 일찍 죽었으니, 정말 국가의 불행입니다."하고 탄식했다. 윤선거 사후 그에게는 이조참의가 추증되었다. 그에 대한 추증은 당시 의정부좌참찬 송준길의 건의에 따른 것이었는데, 송준길이 아뢴 바를 보면 "윤선거는 국가에서 예우하던 신하인데 하루아침에 갑자기 죽어 사우들이 모두 애석해합니다. 윤선거가 항상 죄인으로 자처하여 소장(梳章)에까지 한번도 직함을 쓰지 않은 것은 성상께서도 아시는 바입니다. 사후 명정(銘旌)에도 '성균 생원'이라 썼다 하니, 그 예우하는 도리로 증직하는 것이 마땅합니다.라고 했다.
1670년 세자의 관례식에 참석한 뒤 낙향하였으며, 이후 회덕 향리에 은거하다가 1672년에 병으로 사망하였다. 저서로는 《어록해 語錄解》·《동춘당집》이 있으며, 글씨로는 부산의 충렬사비문(忠烈祠碑文), 남양의 윤계순절비문(尹啓殉節碑文) 등이 있다. 사망 당시 그의 향년 66세였다.

### 증직과 추탈
1673년(현종 14년 2월 현종의 특명으로 증 대광보국숭록대부 의정부영의정 겸 영경연홍문관예문관성균춘추관관관상감사 세자사에 추증되었다. 1674년 효종의 왕비인 인선대비가 죽자 또 한 차례 자의대비의 복상문제가 일어나게 되고(제2차 예송 논쟁), 이번에는 남인의 기년제설이 서인의 대공설(大功說: 9개월)을 누르고 남인의 주장을 관철시킴으로써 남인이 정권을 장악, 1675년(숙종 1) 허적·윤휴·허목 등의 공격을 받아 관작을 추탈당하였다. 이어 1680년 경신환국으로 서인이 재집권하면서 그해 2월 증작이 복작되었다.

### 사후
그의 사후에도 후손들 중에는 송명흠, 송계간, 송문흠, 송후연, 송사흠 등 성리학자와 문인들이 다수 배출되었다.
충청남도 연기군에 안장되었으나 후에 충청남도 공주에 이장되었으며 이후 여러 곳으로 옮겨졌다가 1700년(숙종 26년) 대덕군 원정리(대전시 서구 원정동)으로 이장하였다. 현재의 묘비는 이곳으로 이장 한 후에 세워진 것으로, 외손자인 판서 민진후가 비문을 짓고 증손자인 현령 송요좌가 글씨를 썼다. 1681년(숙종 7년) 대덕군 회덕의 숭현서원(崇賢書院)에 제향되고 그해 12월 17일 문정(文正)이라는 시호를 받았다.
1681년말 김장생과 함께 문묘(文廟)에 종사(從祀)할 것이 건의된 이래 여러 차례의 상소가 있은 다음 1756년(영조 32) 송시열 등과 함께 성균관 문묘에 종사되었다. 공주의 충현서원(忠賢書院)·봉암서원(鳳巖書院)·연산의 돈암서원(遯巖書院)·용강서원(龍岡書院)·창주서원(滄洲書院)·흥암서원(興巖書院)·성천서원(星川書院) 등에도 배향되었다.
송준길의 묘는 1989년 3월 18일 대전광역시의 문화재자료 제15호로 지정되었다.

## 평가
송시열과 동종(同宗)이면서 학문경향을 같이한 성리학자로 이이의 학설을 지지하였고, 특히 예학(禮學)에 밝아 일찍이 그의 첫 스승 김장생이 예학의 종장(宗匠)이 될 것을 예언하기도 하였다.
문장과 글씨에도 능하였다.

## 저서 및 작품

### 저서
- 《어록해 語錄解》
- 《동춘당집》

### 작품
- 부산〈충렬사비문(忠烈祠碑文)〉
- 남양〈윤계순절비문(尹啓殉節碑文)〉
- 남양〈윤영순절비문(尹榮殉節碑文)〉

## 가족 관계

동춘당의 현판
(송시열이 그를 추모하면서 쓴 현판)

- 할아버지 : 송응서(宋應瑞, 1530년 - 1608년)
- 할머니 : 이씨
- 아버지 : 송이창(宋爾昌, 1561년 ∼ 1627년)
- 어머니 : 광산김씨(? ~ 1621년) - 김은휘(김장생의 숙부)의 딸
- 적배 : 진주정씨(晋州鄭氏, 1604년~1655년) - 정경세의 딸, 1623년에 혼례
  - 아들 : 송광식(宋光栻, 1625년 ∼ 1664년)
    - 손녀 : 원몽익(元夢翼, 숙경공주의 시동생)에게 출가
    - 손자 : 송병문(宋炳文)
    - 손자 : 송병하(宋炳夏)
    - 손자 : 송병원(宋炳遠)
    - 손자 : 송병익(宋炳翼)

  - 장녀 : 나명좌(羅明佐, 김수항, 이사명의 처남)에게 출가 - 1662년 자진
  - 차녀 : 은성부부인 은진 송씨(恩城府夫人 恩津 宋氏, 1637~1672) - 여양부원군 민유중에게 출가( 민진후, 민진원, 인현왕후의 생모)
  - 사위 : 민유중
    - 외손자: 민진후
    - 외손자: 민진원
    - 외손녀: 인현왕후- 숙종의 계비
- 측배: 이랑(李娘) - 이동형의 딸, 21세로 병사
- 측배: 여흥민씨(1640년~1712년) - 통덕랑 민규의 딸
  - 서자: 송광림(宋光林)
  - 서자 : 송광천(宋光梴)
  - 서자 : 송광영(宋光榮)

## 기타

사돈 허적

- 송준길의 손자 송병하[6] 역시 유학자로, 우암 송시열의 문하에서 수학했다. 송병하는 학행으로 천거되어 수원부사, 장악원정을 지냈다.

- 송준길은 '터럭 한올이라도 틀리면 내가 아니다'라며 평생 초상화를 남기지 않았다고 한다.

- 송시열과 함께 성리학의 일가를 이루었다. 보통 송시열의 제자가 후에 나은 가르침을 받으러 그를 찾아오기도 했고, 송준길의 제자가 후에 송시열을 찾아가서 사사하는 일도 있었다. 후에 석곡봉사를 올려 송시열을 변호한 송상민 역시 송준길과 송시열의 제자였다.

### 김종서 가문과의 관계
송준길의 7대조이자 송시열의 8대조 계사(繼祀)는 판관을 지냈으며 김종서의 동생 김종흥(金宗興)의 딸과 혼인했다. 순천 김씨는 김종서의 후손들이 난을 피해 공주에 숨어 있던 집안이다. 순천김씨와의 사이에 두 아들 요년(遙年)과 순년(順年)을 두었다. 계사의 자손으로 동춘당 송준길과 우암이 요년과 순년 형제에서 갈라진다. 순년의 6대손이 송시열이다. 그리고 요년의 5대손이 송준길이다.

### 명성황후와의 관계
그의 외손자는 민진후로, 송준길은 명성황후의 7대 외조부가 된다. 민진후-민익수-민백분-민기현-민치록-명성황후로 가계가 이어졌다.

### 명성황후의 지우
문정공 송준길은 우복 정경세의 사위이며 인현왕후의 생부인 민유중은 송준길의 사위이다. 명성황후는 송준길 집안에 대해서는 가까운 외가의 의를 지켰고, 정씨 집안을 추대해서 역시 외척같이 각별히 생각해 왔다. 명성황후는 정경세를 부르기를 우복 할아버지라고 하였다. 그래서 송씨, 정씨 두 집안의 후손들은 크게 고종의 총애를 받아 과거에 급제해서 벼슬을 하는 사람이 부지기수로 많았다. 이때 고종과 흥선대원군은 친골육지간이지만 사이가 나빠져, 아버지 대원군을 혐오했던 것 같았다. 이때 사람들은 이렇게 말하며 비아냥거렸다. "내전(왕비)는 돈목을 감소시키고 대전(임금)은 돈목을 증가시키면 좋겠다."는 것이다.

## 같이 보기
| - 병자호란 - 정묘호란 - 송시열 - 김장생 - 김집 - 인현왕후 - 민진원 - 민진후 - 노론 - 예송 - 허적 - 송규렴 - 송상민 | - 예송 - 북벌론 - 효종의 북벌 - 송이창 - 송갑조 - 이이 - 성혼 - 안방준 - 김집 - 김장생 - 김육 - 김수항 - 김수흥 | - 윤선도 - 원두표 - 윤휴 - 허목 - 김석주 - 민광훈 - 민유중 - 민정중 - 김우명 - 김익훈 - 김석주 |

## 참고 문헌
- 효종실록
- 현종실록
- 연려실기술